# 런던 특수수사대

런던 특수수사대(Law & Order: UK)는 2009년 2월 23일부터 2014년 6월 11일까지 ITV에서 방영된 드라마로서 미국 NBC 드라마인 《로앤오더》를 리메이크한 작품이다.